# Mehmet Günsür
Mehmet Günsür  (Fatih, Estambul, Turquía, 8 de mayo de 1975) es un modelo turco, actor y productor.
Recientemente interpretó a Tarik en la película Unutursam Fısılda. Es conocido por su papel del Príncipe Mustafá en  Muhteşem Yüzyıl (El Sultán).

## Biografía
Günsür trabajó primero como barman y luego como modelo antes de ser actor. Se graduó de Italian High School. Desde su debut,  ha actuado en películas turcas, italianas y algunas norteamericanas. Tomó sus primeras clases profesionales a la edad de 25 años, a pesar de que su gran éxito, "Steam", fue a los 21. Sus mejores personajes más conocidos son del Príncipe Mustafá en Muhteşem Yüzyıl (El Sultán) y las películas O Şimdi Asker, Anlat İstanbul, y Hamam.
Sus premios incluyen Actor Más Prometedor en 1998 Ankara Festival de cine Internacional por Hamam y el Premio de Jurado Especial único dado en 2003awads por el Antalya Golden Orange Film Festival por su actuación en O Şimdi Asker.

## Vida privada
Mehmet Günsür conoció a su esposa, la documentalista italiana Caterina Mongio en Lecce, durante el rodaje de una película, en 2004. 
Se casó el 17 de julio de 2006.
La feliz pareja tiene 3 hijos: Ali, Maya y Cloe.

## Filmografía
| Año       | Título                  | Personaje        |
| --------- | ----------------------- | ---------------- |
| 1989      | Geçmiş Bahar Mimozaları | Sabih            |
| 1989      | Cahide                  |                  |
| 1999      | Sır Dosyası             | Ayhan İnce       |
| 2001      | Don Matteo              |                  |
| 2003      | Pilli Bebek             | Tarik            |
| 2004      | Kasırga İnsanları       | Sinan            |
| 2005-2006 | Beyaz Gelincik          | Mustafa Aslanbaş |
| 2007-2008 | Bıçak Sırtı             | Mehmet Ertuğrul  |
| 2012-2014 | Muhteşem Yüzyıl         | Şehzade Mustafa  |
| 2017-2018 | Fi                      | Deniz Sarızeybek |

### Cine
Erhan